# بيفيرلي نيكولز
بيفيرلي نيكولز (بالإنجليزية: Beverley Nichols)‏ (9 سبتمبر 1898، برستل في المملكة المتحدة - 15 سبتمبر 1983 في المملكة المتحدة)؛ كاتب للأطفال، ممثل، كاتب مسرحي وروائي بريطاني. درس في كلية باليول بجامعة اوكسفورد.

## روابط خارجية
- بيفيرلي نيكولز على موقع IMDb (الإنجليزية)
- بيفيرلي نيكولز على موقع قاعدة بيانات برودواي على الإنترنت (الإنجليزية)
- بيفيرلي نيكولز على موقع قاعدة بيانات الفيلم (الإنجليزية)
- بيفيرلي نيكولز على موقع كينوبويسك (الروسية)